# Tom Ford (giocatore di snooker)
Tom Ford (Glen Parva, 17 agosto 1983) è un giocatore di snooker inglese.

## Caratteristiche tecniche
L'inglese ha sempre dimostrato di essere un abile giocatore di serie grazie ai numerosi "centoni" e 147.

## Carriera
Diventato professionista nel 2001, Tom Ford è diventato molto tardi un giocatore in grado di riuscire a conquistare buoni piazzamenti.
Nel 2016 conquista la sua prima finale in un torneo Ranking ma la perde contro Mark Selby per 4-2 al Paul Hunter Classic. Nella stagione 2019-2020 realizza la serie perfetta durante le qualificazioni per l'International Championship e all'English Open.

## Ranking[4]
| Stagione  | Ranking iniziale | Ranking finale |
| --------- | ---------------- | -------------- |
| 2001-2002 | Non classificato | 113            |
| 2003-2004 | Non classificato | 74             |
| 2004-2005 | 72               | 51             |
| 2005-2006 | 51               | 45             |
| 2006-2007 | 44               | 50             |
| 2007-2008 | 50               | 48             |
| 2008-2009 | 48               | 49             |
| 2009-2010 | 49               | 41             |
| 2010-2011 | 41               | 34             |
| 2011-2012 | 34               | 26             |
| 2012-2013 | 26               | 24             |
| 2013-2014 | 24               | 34             |
| 2014-2015 | 32               | 59             |
| 2015-2016 | 59               | 43             |
| 2016-2017 | 43               | 31             |
| 2017-2018 | 31               | 32             |
| 2018-2019 | 32               | 27             |
| 2019-2020 | 27               | 24             |
| 2020-2021 | 24               |                |

### Break Massimi da 147: 5[5]
| N° | Anno | Competizione                              | Avversario      | Note  |
| -- | ---- | ----------------------------------------- | --------------- | ----- |
| 1  | 2007 | Grand Prix                                | Steve Davis     | [ 6 ] |
| 2  | 2012 | Bulgarian Open                            | Matthew Stevens | [ 7 ] |
| 3  | 2017 | German Masters                            | Peter Ebdon     | [ 8 ] |
| 4  | 2019 | International Championship Qualificazioni | Fraser Patrick  | [ 2 ] |
| 5  | 2019 | English Open                              | Shaun Murphy    | [ 3 ] |

## Tornei vinti
- Players Tour Championship: 2 (Evento 3 2010, Evento 11 2011)

## Finali perse

### Titoli Non-Ranking: 2
| Titoli Ranking      | Titoli Ranking | Titoli Ranking | Titoli Ranking |
| ------------------- | -------------- | -------------- | -------------- |
| Competizione        | Anno           | Avversario     | Note           |
| Paul Hunter Classic | 2016           | Mark Selby     | [ 1 ]          |

| Titoli Non-Ranking | Titoli Non-Ranking | Titoli Non-Ranking | Titoli Non-Ranking |
| ------------------ | ------------------ | ------------------ | ------------------ |
| Competizione       | Anno               | Avversario         | Note               |
| Challenge Tour 1   | 2003               | Chris Melling      | [ 9 ]              |
| Haining Open       | 2017               | Mark Selby         | [ 10 ]             |

- European Tour: 1 (Riga Open 2015)